# 크리스천 딕비
스콧 크리스천 에드윈 딕비(영어: Scott Kristian Edwin Digby, 1977년 6월 24일 ~ 2010년 3월 1일)는 영국의 텔레비전 진행자이자 감독으로 BBC One에서 To Buy or Not Buy를 진행한 것으로 가장 잘 알려져 있다. 2010년 3월 1일, 그는 경찰이 "설명되지 않은 상황"이라고 말한 것에서 죽은 채로 발견되었다. 2010년 11월 9일, 검시관이 오행으로 사망한 판결을 기록했다.